# Anna (Göttin)
Anna ist eine altanatolische Göttin, die in der Zeit der altassyrischen Kolonisation im Karum Kaneš verehrt wurde.
Anna ist die Hauptgöttin von Kaneš, die für Schicht II belegt ist. Sie erscheint als Schwurgottheit in Verträgen assyrischer Händler mit anatolischen Handelspartnern direkt neben dem assyrischen Gott Aššur. Möglicherweise verbirgt sie sich hinter den Epitheta „Göttin der Stadt“ und „Göttin von Kaneš“. Der König von Kaneš besuchte Annas Tempel am Tag ihres Festes, welches früh im Jahr stattfand. Im 19. und 18. Jahrhundert v. Chr. wurde Anna durch einen Wettergott als Stadtgottheit von Kaneš und Schwurgottheit der Verträge abgelöst, was sich auch im Schriftmaterial der Schicht Ib niederschlägt. Dies hängt wahrscheinlich mit der gesteigerten Verehrung von Wettergöttern in Syrien und Nordmesopotamien im selben Zeitraum zusammen.
Eine Göttin namens Anna wird auch in Texten der hethitischen Großreichszeit erwähnt, vor allem im Zusammenhang mit luwischen Kulten. Diese Göttin Anna, die nicht unbedingt mit Anna von Kaneš identisch sein muss, sondern vielleicht einfach nur denselben Namen trug, gehört mit zu jenen Gottheiten, die im Gefolge der Göttin Ḫuwaššanna in Ḫupišna verehrt wurden.